# Opłakiwanie Chrystusa zw. Opłakiwaniem Glimma (obraz Albrechta Dürera)
Opłakiwanie Chrystusa zw. Opłakiwaniem Glimma (niem. Glimsche Beweinung) – ołtarzowy obraz olejny na desce ze świerkowej, o wymiarach 151 × 121 cm, namalowany przez Albrechta Dürera ok. 1500 r., znajdujący się obecnie w zbiorach monachijskiej Starej Pinakoteki.

## Historia
Obraz został zamówiony przez złotnika Albrechta Glimma dla upamiętnienia jego pierwszej małżonki Margareth Holzmann zmarłej w 1500 r. Skutki przemalowania obrazu zostały usunięte podczas konserwacji w 1924 r., dzięki czemu spod warstw farby wydobyto umieszczone w rogach obrazu wizerunki fundatorów (mężczyzny z trzema synami) i zmarłej kobiety, bardzo małe w stosunku do postaci świętych. W identyfikacji zamawiających dzieło bardziej niż realne podobieństwo przedstawionych postaci pomogły ich herby umieszczone obok nich.
Obraz znalazł się w Monachium już na początku XVII w., co potwierdzają zapisy w inwentarzu Wielkoksiążęcej Galerii Obrazów z lat 1603–1608.

## Opis i styl
Ciało Chrystusa zdjęte z krzyża zostało przedstawione leżące ukośnie z najwyżej położoną głową znajdującą się w lewej części obrazu; jest podtrzymywane za ramiona przez Nikodema i adorowane przez pobożne kobiety, wśród których można wyróżnić Dziewicę Marię przedstawioną w starczym wieku w pozie osoby szczególnie wstrząśniętej. Po prawej stronie dominują trzy osoby stojące w jednej linii po przekątnej obrazu (z lewej do prawej strony) analogicznie do ciała zmarłego Chrystusa i drugiej linii trzech pobożnych kobiet z Marią w środku. Postacie te to patrząc od prawej: młody św. Jan, Maria Magdalena i Józef z Arymatei; zarówno Maria Magdalena, jak i Józef trzymają w dłoniach naczynia ceramiczne z wonnymi balsamami do namaszczenia ciała zmarłego przed dokonaniem pochówku. W środkowej części obrazu, na samym dole jest widoczna korona cierniowa.
Wszystkie postacie zwarcie wypełniają piramidalny schemat kompozycji, do ich namalowania artysta użył czystych i połyskliwych kolorów, opartych na ciepłych tonacjach czerwieni i żółci – na pierwszym planie i zimnych tonacjach w tle (w którym znajduje się wyobrażenie daleko położone miasto – zapewne Jerozolima i góry nad lustrem jeziora). Takie zestawienie pozwoliło uzyskać doskonały efekt ekspresji.
W kilku miejscach przestrzeń obrazu rozświetlają miejsca wypełnione bielą (płótno, na którym leży ciało Chrystusa, nakrycia głów kobiet, część szat, pojemnik, który Maria Magdalena trzyma w dłoniach i broda Józefa z Arymatei) umieszczone koncentrycznie wokół zmarłego. Dzięki nim uwaga oglądającego obraz automatycznie skupia się na najważniejszej jego części, tj. na zdjętym z krzyża ciele Jezusa.